# 賈里德·唐納森
賈里德·唐納森（英語：Jared Donaldson，1996年10月9日—）是一位美國已退役網球運動員，在2016年6月13日取得個人單打排名新高的263名，而最高雙打排名則是在2016年9月26日取得的第180名。

## 網球生涯
在2013年美國網球公開賽，唐納森在資格賽中兩次擊敗世界排名前250的球手，進入資賽最後一輪。2014年華盛頓網球公開賽，他首次在ATP巡迴賽中以資格賽勝出者身份打進會內賽，並在8月22日宣佈轉打職業網球而非大學網球。2014年美國網球公開賽，他取得單打和雙打外卡參賽，但在單打比賽中第一輪便三盤直落不敵加埃爾·蒙菲爾斯。2015年檀香山挑戰賽，他贏得首項個人挑戰賽單打冠軍。
2016年美國網球公開賽，唐納森成功透過資格賽進入，並在第一輪擊敗12號種子球手大衛·戈芬，之後擊退維克托·特羅伊茨基，在第三輪輸給塞爾維亞長人伊沃·卡洛維奇而出局。這賽事使唐納森的世界單打排名進入前100。他在2017年溫布頓網球錦標賽成功打進第三輪，並在之後舉行的比賽中，取得生涯中最大勝仗，在加拿大網球公開賽擊敗了世界排名18的盧卡斯·普耶和辛辛那提网球公开赛中擊敗排名14的羅伯托·包蒂斯塔·阿古特，並在這項大師賽中首次打進八強，這些成就使他世界排名在2017年10月23日晉升至第50名。他在墨西哥网球公开赛中成功打進半決賽，使他排名上升至48名。他最後一場職業網球比賽是2019年，之後因為髕骨肌腱炎而被迫暫停網球生涯，最終在2021年宣佈掛拍。

## 巡迴賽決賽及冠軍
下述資訊一概出自ATP Tour官方網站的記載。

### 單打
| 賽事          |
| ------------- |
| 大滿貫 (0)    |
| ATP大師賽 (0) |
| ATP巡迴賽 (0) |
| 挑戰賽 (1)    |

| 賽果 | 日期       | 類型   | 巡迴賽       | 地面 | 對手              | 比分          |
| ---- | ---------- | ------ | ------------ | ---- | ----------------- | ------------- |
| 冠軍 | 2015年1月  | 挑戰賽 | 美國茂宜島   | 硬地 | 尼古拉斯·迈斯特   | 6–1, 6–4      |
| 負   | 2015年10月 | 挑戰賽 | 美國沙加緬度 | 硬地 | 泰勒·弗里茨       | 4–6, 6–3, 4–6 |
| 負   | 2016年4月  | 挑戰賽 | 美國薩凡納   | 泥地 | 比約恩·弗拉坦傑洛 | 1–6, 3–6      |

### 雙打
| 賽事          |
| ------------- |
| 大滿貫 (0)    |
| ATP大師賽 (0) |
| ATP巡迴賽 (0) |
| 挑戰賽 (1)    |

| 賽果 | 日期      | 類型   | 巡迴賽     | 地面 | 拍擋            | 對手                    | 比分     |
| ---- | --------- | ------ | ---------- | ---- | --------------- | ----------------------- | -------- |
| 冠軍 | 2015年1月 | 挑戰賽 | 美國茂宜島 | 硬地 | 斯特凡·科兹洛夫 | 蔡斯·布坎南 瑞尼·威廉斯 | 6–3, 6–4 |

## 外部連結
- 賈里德·唐納森（英文/西班牙文）的官方資料